# Roodschoudertroepiaal
De roodschoudertroepiaal (Agelaius assimilis), is een vogelsoort uit de familie van de troepialen.

## Verspreiding
Deze soort is endemisch op Cuba en telt 2 ondersoorten:
- A. a. assimilis: westelijk Cuba.
- A. a. subniger: Isla de la Juventud.